# The Raindrops
The Raindrops war ein US-amerikanisches Popmusikduo. Es wurde von den Songwritern Ellie Greenwich und Jeff Barry gebildet und bestand von 1963 bis 1965. Das Duo verzeichnete mehrere Erfolge in den US-Hitlisten.

## Geschichte
Ellie Greenwich und Jeff Barry lernten sich schon im Vorschulalter durch ihre verwandten Eltern kennen. Beide entdeckten schon früh ihr Interesse für Musik, Barry schrieb bereits mit acht Jahren seinen ersten Song, während Greenwich in ihrer Junior-Highschool-Zeit zu schreiben begann. 1959 wurde Barry professioneller Songwriter beim New Yorker Musikverlag E.B. Marks Publishers. Dort schrieb er seinen ersten Erfolgstitel Tell Laura I Love Her. Er und Greenwich trafen sich, nachdem sie zuvor getrennte Wege gegangen waren, 1959 bei einer Thanksgiving-Party wieder, und, obwohl Barry verheiratet war, gingen beide eine Beziehung ein. Nachdem Ende 1960 Barrys Ehe geschieden worden war, machten sie ihre Beziehung öffentlich und begannen, auch beruflich zusammenzuarbeiten. Am 28. Oktober 1963 heirateten beide schließlich.
Bereits vor ihrer Hochzeit veröffentlichten sie als „The Raindrops“ ihre erste gemeinsame Schallplatte, die von der New Yorker Plattenfirma Jubilee Records im März 1963 veröffentlicht wurde. Auf A-Seite der Single erschien der von beiden geschriebene Titel What a Guy. Dieser erreichte einen Monat später die Hot 100 des Musikmagazins Billbord, wo er schließlich bis zum Platz 41 aufstieg. Daneben kam er in den Rhythm-and-Blues-Charts auf den 25. Rang. Die beste Hot-100-Benotung erreichten die Raindrops mit dem Titel ihrer zweiten Single The Kind of Boy You Can’t Forget, der bis zum 17. Platz aufstieg. Auch dieser Song war wie die noch folgenden Aufnahmen wieder von Greenwich und Barry gemeinsam geschrieben worden. Bis 1965 konnten sich die Raindrops insgesamt fünfmal in den Hot 100 platzieren, den besten R&B-Erfolg hatten sie mit dem Lied Book of Love, das in dieser Rubrik Rang 13 erreichte. Im November 1963 veröffentlichte Jubilee ein Musikalbum mit den Raindrops, auf dem diese unter anderem auch den selbst geschriebenen Titel Da Doo Ron Ron sangen, der einige Monate zuvor mit den Crystals zu einem Millionenseller geworden war.
Neben ihren Plattenproduktionen hatten Greenwich und Barry weiterhin Erfolge als Songwriter. 1963 schrieben sie den Titel Do Wah Diddy Diddy, der in der Version der britischen Gruppe Manfred Mann zu einem Welthit wurde. Auch ihr Song Leader of the Pack, den sie für die Shangri-Las geschrieben hatten, wurde 1964 in den USA ein Nummer-eins-Hit.
1965 ließen sich Greenwich und Barry scheiden und beendeten gleichzeitig mit der fünften Single ihre Schallplattenkarriere. Trotzdem schrieben sie weiter zusammen Songs, wenn auch nicht mehr in so intensiver Zusammenarbeit wie früher. Für die Shangri-Las schrieben sie weitere Hot-100-Hits, ebenso für die Drifters. Später bildeten sie mit Phil Spector ein Autorenteam, das unter anderem die Top-10-Hits Baby I Love You mit Andy Kim und  Take Me Home Tonight mit Eddie Money schuf. 1991 führte die Aufnahme in die Songwriters Hall of Fame Greenwich und Barry noch einmal öffentlich zusammen.

## US-Diskografie

### Vinyl-Singles
| A/B-Seite                                                      | Katalog-Nr. | veröffentl. |
|                                                                | Jubilee     |             |
| What a Guy / It’s So Wonderful                                 | 5444        | 03/1963     |
| The Kind of Boy You Can’t Forget / Even Though You Can’t Dance | 5455        | 07/1963     |
| That Boy John / Hanky Panky                                    | 5466        | 11/1963     |
| Book of Love / I Won’t Cry                                     | 5469        | 02/1964     |
| Let’s Go Together / You Got What I Like                        | 5475        | 05/1964     |
| One More Tear / Another Boy Like Mine                          | 5487        | 08/1964     |
| Don’t Let Go / My Mama Don’t Like Him                          | 5497        | 03/1965     |

### Vinyl-Album
| The Raindrops Jubilee 5023, 11/1963 |
| Tracks: A: 1 What a Guy, 2 Hanky Panky, 3 I Won’t Cry, 4 It’s So Wonderful, 5 Da Doo Ron Ron, 6 When the Boy’s Happy / B: 1 The Kind of Boy You Can’t Forget, 2 Isn’t That Love, 3 Every Little Beat, 4 Even Though You Can’t Dance, 5 That Boy’s Messin’ Up My Mind, 6 Not Too Young to Get Married |